# Joel Youngblood
Joel Randolph Youngblood (né le 28 août 1951 à Houston, Texas, États-Unis) est un joueur de baseball ayant joué dans les Ligues majeures de 1976 à 1989.

## Carrière
Joel Youngblood est un choix de deuxième ronde des Reds de Cincinnati en 1970. Il fait ses débuts dans les majeures avec les Reds le 13 avril 1976. Avant la saison 1977, il est échangé aux Cardinals de Saint-Louis puis, en cours de saison, aux Mets de New York.
Youngblood porte les couleurs des Mets de 1977 à 1982. En 1979, il claque 16 coups de circuit, son sommet en carrière, et en 1980 il affiche son plus haut total de points produits (60) en une saison. Il reçoit une invitation au match des étoiles en 1981.
Le 4 août 1982, Joel Youngblood devient le premier joueur de l'histoire des majeures à frapper un coup sûr avec deux équipes différentes le même jour, dans deux villes différentes. Cet exploit n'a jamais réédité. Après avoir quitté un match en après-midi des Mets de New York contre les Cubs, au Wrigley Field de Chicago, dans lequel il avait obtenu un coup sûr du lanceur Ferguson Jenkins, Youngblood apprend qu'il a été échangé aux Expos de Montréal. Inscrit à l'alignement des Expos pour le match disputé le même jour en soirée, il rejoint sa nouvelle équipe à temps à Philadelphie et réussit un coup sûr face à Steve Carlton des Phillies.
Les Expos, qui avaient offert aux Mets un joueur à être nommé plus tard (qui s'avérera être le lanceur Tom Gorman) perdent Youngblood à la fin de la saison 1982 alors que le joueur teste le marché des agents libres et signe un contrat avec les Giants de San Francisco, pour qui il évolue de 1983 à 1988. Il met fin à sa carrière là où il l'avait commencée, à Cincinnati, où il joue pour les Reds en 1989.
Au cours de sa carrière de 1 408 matchs dans les majeures, Joel Youngblood a évolué à plusieurs positions en défensive, incluant 455 parties au champ droit, 237 au champ gauche, 107 au champ centre, 218 au troisième but et 173 au deuxième but. En offensive, il a frappé 969 coups sûrs et 80 coups de circuit, maintenu une moyenne au bâton de ,265 avec 422 points produits et 453 points marqués.

## Après-carrière
Après sa retraite de joueur, Youngblood commence sa carrière d'instructeur comme entraîneur des frappeurs pour des équipes de ligues mineures affiliées aux Orioles de Baltimore. Il est en 1992 le manager des Cougars de Kane County, le club-école de classe A des Orioles dans la Midwest League, avant de retourner à ses anciennes fonctions en 1993.
De 1994 à 1997, il exerce diverses fonctions au sein du personnel d'instructeurs de son ancienne équipe, les Reds de Cincinnati.
En 1998, il est instructeur sur le banc et au troisième but pour les Brewers de Milwaukee.
En 1999, il quitte le baseball pour le domaine de l'informatique et travaille pour une compagnie de logiciel.
De 2004 à 2006, il est instructeur des frappeurs dans la Ligue d'été d'Arizona (Arizona Summer League (en)) avec un club-école des Brewers de Milwaukee.
En 2007, il se joint au personnel d'instructeurs des Diamondbacks de l'Arizona. Il sert brièvement, en deuxième moitié de saison 2010, d'instructeur au troisième but des Diamondbacks avant de retourner à des fonctions de coordinateur.